# Stigmaphyllon bradei
Stigmaphyllon bradei är en tvåhjärtbladig växtart som beskrevs av C. Anderson. Stigmaphyllon bradei ingår i släktet Stigmaphyllon och familjen Malpighiaceae. Inga underarter finns listade i Catalogue of Life.